# The Masterful Cat Is Depressed Again Today
The Masterful Cat Is Depressed Again Today (jap. デキる猫は今日も憂鬱 Dekiru neko wa kyō mo yūutsu) – manga autorstwa Hitsuji Yamady, publikowana na stronie Nico Nico Seiga w sekcji Suiyōbi no Sirius od sierpnia 2018. Od października 2021 jest również wydawana w magazynie „Gekkan Shōnen Sirius” wydawnictwa Kōdansha.
Na jej podstawie studio GoHands wyprodukowało serial anime, który emitowano od lipca od września 2023.

## Fabuła
Młoda pracownica biurowa Saku mieszka sama ze swoim kotem Yukichim, kotem równie dużym, co wyjątkowym. Yukichi jest w rzeczywistości niezwykle inteligentny i robi wszystko, co w jego mocy, aby dbać o dom i swoją panią, która wręcz przeciwnie jest daleka od sumienności i ma zwyczaj zaniedbywania siebie i swojego mieszkania.

## Bohaterowie
- Saku Fukuzawa (jap. 福澤 幸来 Fukuzawa Saku)

Seiyū: Yui Ishikawa 
- Yukichi (jap. 諭吉)

Seiyū: Hiroki Yasumoto 
- Yuri Shibasaki (jap. 柴咲 ゆり Shibasaki Yuri)

Seiyū: Ai Kakuma 
- Kaoru Orizuka (jap. 織塚 馨 Orizuka Kaoru)

Seiyū: Katsuyuki Konishi 
- Rio Nishina (jap. 仁科 理央 Nishina Rio)

Seiyū: M.A.O 
- Kierownik sklepu (jap. 店⾧ Tenchō)

Seiyū: Miyu Irino 
- Yume (jap. 優芽)

Seiyū: Ayana Taketatsu 
- Matka Yume (jap. 優芽の母 Yume no haha)

Seiyū: Yōko Hikasa 
- Babcia Yume (jap. 優芽の祖母 Yume no sobo)

Seiyū: Tamie Kubota 
- Matka Saku (jap. 幸来の母 Saku no haha)

Seiyū: Satomi Satō 
- Ojciec Saku (jap. 幸来の父 Saku no chichi)

Seiyū: Jun Fukuyama 
- Oshiro (jap. 尾代)

Seiyū: Aoi Inase 
- Mei (jap. メイ)

Seiyū: Kotoe Taichi 

## Manga
Pierwszy rozdział ukazał się 22 sierpnia 2018 na stronie Nico Nico Seiga w sekcji Suiyōbi no Sirius, a od 26 października 2021 manga jest również wydawana w magazynie „Gekkan Shōnen Sirius”. Wydawnictwo Kōdansha zebrało jej rozdziały w pojedyncze wide-bany, których pierwszy tom ukazał się 9 kwietnia 2019. Według stanu na 9 kwietnia 2025, do tej pory ukazało się 11 tomów.
| Nr | Data wydania (język japoński) | ISBN (język japoński)  |
| -- | ----------------------------- | ---------------------- |
| 1  | 9 kwietnia 2019               | ISBN 978-4-06-515173-0 |
| 2  | 9 września 2019               | ISBN 978-4-06-516903-2 |
| 3  | 9 kwietnia 2020               | ISBN 978-4-06-519050-0 |
| 4  | 9 grudnia 2020                | ISBN 978-4-06-521586-9 |
| 5  | 9 czerwca 2021                | ISBN 978-4-06-523514-0 |
| 6  | 9 czerwca 2022                | ISBN 978-4-06-528097-3 |
| 7  | 9 lutego 2023                 | ISBN 978-4-06-530568-3 |
| 8  | 8 sierpnia 2023               | ISBN 978-4-06-532528-5 |
| 9  | 8 marca 2024                  | ISBN 978-4-06-534788-1 |
| 10 | 9 września 2024               | ISBN 978-4-06-536740-7 |
| 11 | 9 kwietnia 2025               | ISBN 978-4-06-538973-7 |

## Anime
W maju 2022 ogłoszono, że manga zostanie zaadaptowana na telewizyjny serial anime. Seria została wyprodukowana przez studio GoHands, które nadzorowało prace nad scenariuszem napisanym przez Tamazo Yanagi. Za reżyserię odpowiadali Katsumasa Yokomine i Susumu Kudo, za projekty postaci zaś Takayuki Uchida. Anime było emitowane od 8 lipca do 30 września 2023 w bloku programowym Animeism stacji MBS. Motywem otwierającym jest „Ureu kado niwa fuku kitaru” (jap. 憂う門には福来たる) autorstwa Somei. Prawa do streamingu serii nabył Crunchyroll.

### Lista odcinków
| №  | Tytuł | Premiera         |
| -- | --- | ---------------- |
| 1  | The Masterful Cat Is Depressed Again Today Dekiru neko wa kyō mo yūutsu (デキる猫は今日も憂鬱)                | 8 lipca 2023     |
| 2  | The Masterful Cat Has Grown Big Dekiru neko wa ōkiku sodatta (デキる猫は大きく育った)                         | 15 lipca 2023    |
| 3  | A Masterful Cat Is Good at Giving Care Dekiru neko wa osewa ga dekiru (デキる猫はお世話がデキる)              | 22 lipca 2023    |
| 4  | A Masterful Cat Goes to the Aquarium Dekiru neko wa suizokukan ni iku (デキる猫は水族館に行く)                | 29 lipca 2023    |
| 5  | A Masterful Cat Also Goes to Birthday Parties Dekiru neko wa otanjōkai ni mo iku (デキる猫はお誕生会にも行く) | 5 sierpnia 2023  |
| 6  | A Masterful Cat Is Photogenic Dekiru neko wa shashin utsuri ga ii (デキる猫は写真映りがいい)                  | 12 sierpnia 2023 |
| 7  | A Masterful Cat Is Able to DIY Dekiru neko wa dī ai wai mo dekiru (デキる猫はDIYもデキる)                     | 19 sierpnia 2023 |
| 8  | A Masterful Cat Has a Lot of Worries Dekiru neko wa shinpai ga ōi (デキる猫は心配が多い)                      | 31 sierpnia 2023 |
| 9  | A Masterful Cat Is Popular Dekiru neko wa natsukareru (デキる猫は懐かれる)                                    | 2 września 2023  |
| 10 | A Masterful Cat Can Watch the House? Dekiru neko wa rusuban ga dekiru? (デキる猫は留守番がデキる？)           | 9 września 2023  |
| 11 | A Masterful Cat Also Cares About Health Dekiru neko wa kenkō ni ki o tsukau (デキる猫は健康に気をつかう)      | 16 września 2023 |
| 12 | The Masterful Cat Runs Away from Home? Dekiru neko wa ie o deteiku? (デキる猫は家を出て行く？)                | 23 września 2023 |
| 13 | The Masterful Cat Is Depressed Tomorrow As Well Dekiru neko wa ashita mo yūutsu (デキる猫は明日も憂鬱)        | 30 września 2023 |

## Odbiór
Manga zajęła 11. miejsce w rankingu rekomendowanych komiksów ogólnonarodowych pracowników księgarń z 2020 roku prowadzonym przez Honya Club. Seria zajęła również 18. miejsce w konkursie Next Manga Award 2020 w manga internetowa.